# Bolsa de cierre zip

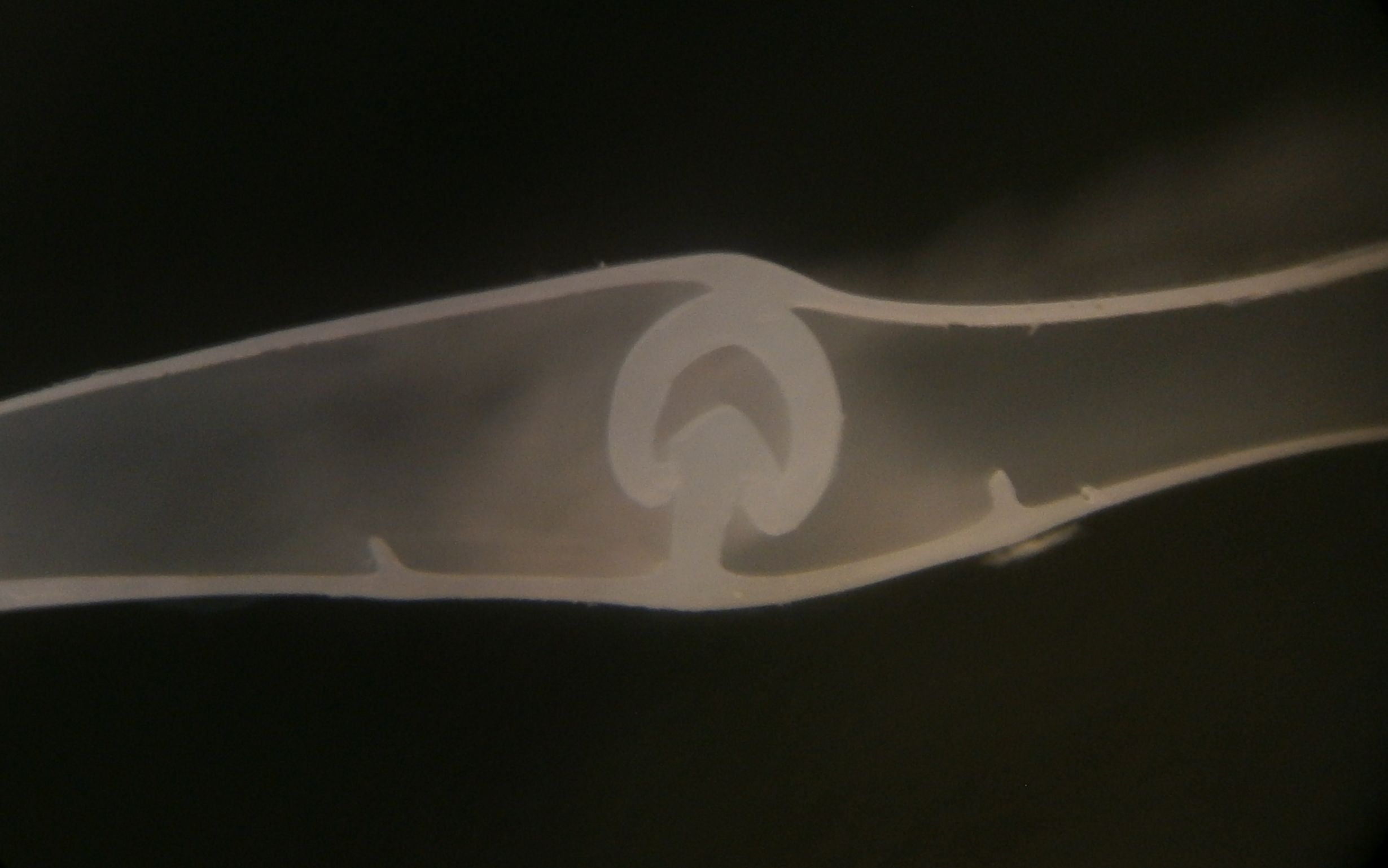
Detalle del mecanismo de cierre.

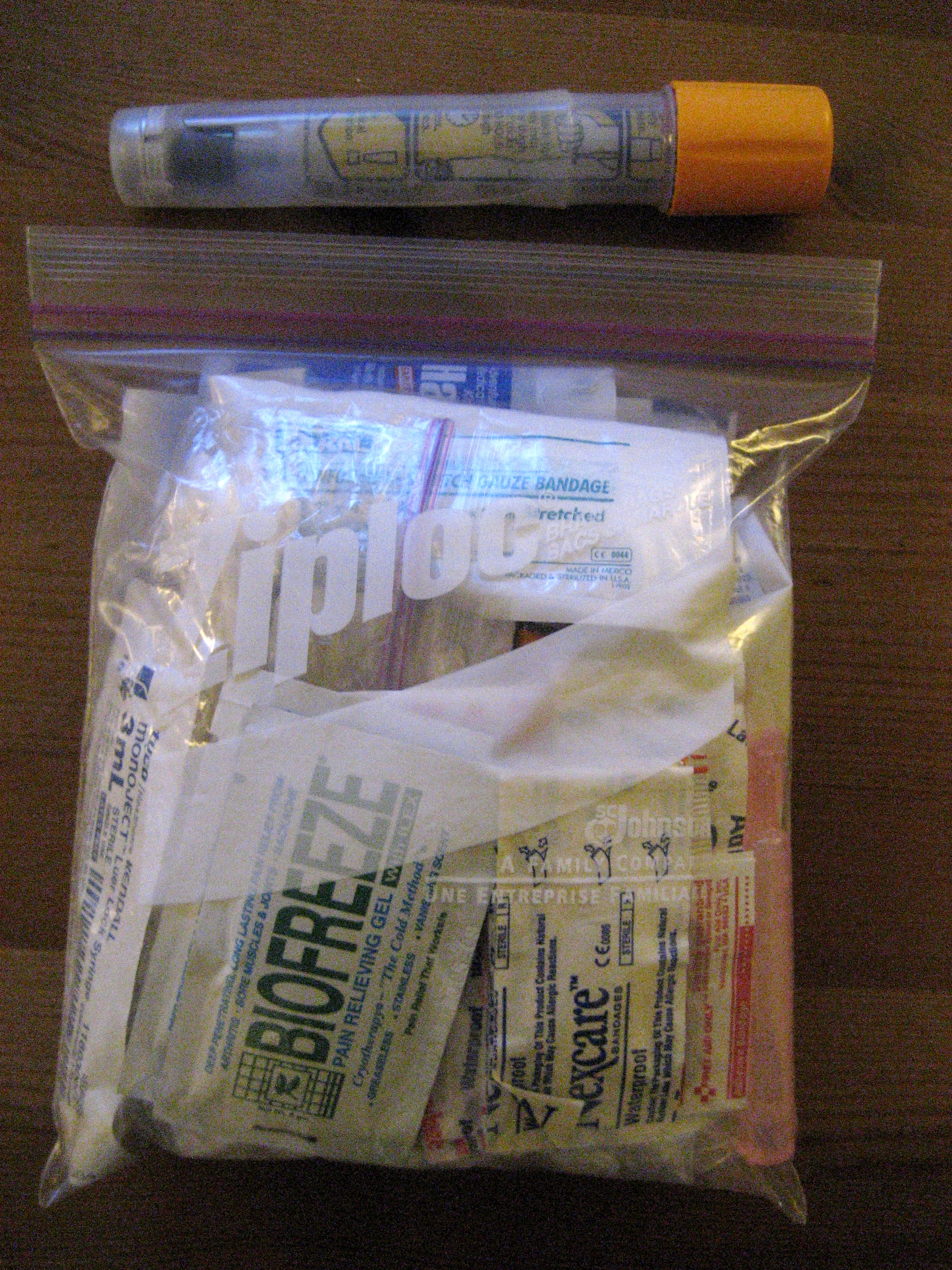
Una bolsa Ziploc con artículos de primeros auxilios en su interior.

Una bolsa de cierre zip, bolsa de almacenamiento con cremallera o bolsa deslizante es una bolsa de almacenamiento rectangular, flexible, económica, generalmente transparente, hecha de polietileno o algún plástico similar, que puede ser sellada y abierta muchas veces por un deslizador que funciona de manera similar a un cierre con cremallera. Las bolsas se fabrican en muchos tamaños; un tamaño pequeño típico es de 1,5 por 2,5 pulgadas (3,8 cm × 6,4 cm), y un tamaño grande típico es de 9 por 12 pulgadas (23 cm × 30 cm). El espesor del material (calibre) varía; las bolsas más pequeñas suelen ser de 40 a 45 µm.
Muchas se utilizan para contener productos alimenticios, como sándwiches y congelados. Los artículos pequeños individuales y múltiples que se venden, a menudo, se empacan en pequeñas bolsas con cremallera para mayor comodidad y visibilidad.
Existen varios tipos de cierres disponibles para las bolsas de plástico, incluso algunas de ellas llevan doble cierre zip. A veces, otros tipos de bolsas se describen como «bolsas con cremallera», por ejemplo, las bolsas de tela para artículos de tocador con cierre de cremallera convencional.

## Historia
Una bolsa de este tipo fue patentada por Robert W. Vergobbi el 18 de mayo de 1954. En el mismo año, Minigrip les otorgó una licencia como bolsas para lápices. La función más reconocida de la bolsa de almacenamiento con cremallera no se realizó hasta 1957, cuando un estudiante de quinto grado llamado Robert Lejeune demostró que la bolsa también se podía utilizar de manera segura como dispositivo de almacenamiento de alimentos. Once años después, en 1968, Dow Chemical comenzó a comercializarlas bajo el nombre de Ziploc. Se agregaron costillas de vía ancha en 1982, con cremalleras en 1993 y color en 1997.